# محطة كهرباء طبرق
محطة كهرباء طبرق هي محطة توليد كهرباء تقع في مدينة طبرق بليبيا، بالقرب من الميناء. تبلغ القدرة الكهربائية للمحطة 130 ميغاواط، وتقوم الشركة العامة للكهرباء الليبية بتشغيل المحطة.
في يناير 2015، وافقت شركة البحر الأسود القابضة التركية على تركيب محطة توليد كهرباء عائمة بقدرة 250 ميغاواط في طبرق. تهدف هذه الخطوة إلى تعزيز قدرة توليد الكهرباء في المنطقة وتلبية الطلب المتزايد على الطاقة.